# Ollanta Humala
Ollanta Moisés Humala Tasso (Lima, 26 juni 1962) was president van Peru van 2011 tot 2016. Daarvoor was hij officier met de rang van luitenant-kolonel in het Peruviaanse leger.
Humala's vader Isaac Humala geldt als grondlegger van de Etnocaceristische Beweging (Movimiento Etnocacerista). Veel aanhangers van het entocacerisme komen voort uit het leger, voornamelijk officieren uit de oorlogen tegen het Lichtend Pad, de Revolutionaire Beweging Tupac Amaru en de grensconflicten met Ecuador. In 2000 leidde een aantal etnocaceristen, onder wie Humala en zijn broer Antauro, een staatsgreep tegen de dictatoriaal heersende oud-president Alberto Fujimori. Humala werd gearresteerd en na de val van Fujimori gerehabiliteerd. Na zijn vrijlating werd Humala militair attaché in Parijs en later bekleedde hij deze functie in Seoel.
In oktober 2005 werd Humala benoemd tot voorzitter van de Peruviaanse Nationalistische Partij. Bij de presidentsverkiezingen op 9 april 2006 nam hij deel namens de Unie voor Peru. Humala won de eerste stemronde met 30,6 procent van de stemmen. In de tweede ronde op werd hij met 47,3 procent van de stemmen verslagen door Alan García. In het voorjaar van 2011 was hij wel succesvol bij de presidentsverkiezingen. Hij won deze met 51.5% van de stemmen. Zijn tegenkandidaat was Keiko Fujimori, dochter van voormalig president Fujimori.
Na de verkiezingen van 2016 droeg Humala het presidentschap over aan Pedro Pablo Kuczynski.